# Lasioglossum alievi
Lasioglossum alievi är en biart som beskrevs av Pesenko 1986. Lasioglossum alievi ingår i släktet smalbin, och familjen vägbin. Inga underarter finns listade i Catalogue of Life.